# Kalajoki (Fluss)
Der Kalajoki (finnisch für „Fisch-Fluss“) ist ein Fluss in der finnischen Landschaft Nordösterbotten.
Der 130 km lange Fluss hat seinen Ursprung im See Reisjärvi in der gleichnamigen Gemeinde Reisjärvi.
Von dort fließt er zuerst ein kurzes Stück nach Nordosten bis nach Haapajärvi.
Dann wendet er sich nach Nordwesten und passiert die Orte Nivala, Ylivieska und Alavieska, bevor er bei Kalajoki in den Bottnischen Meerbusen mündet.
Das Einzugsgebiet des Kalajoki erstreckt sich über 4247 km².